# Bischofsmühle (Helmbrechts)
Bischofsmühle ist ein Gemeindeteil der Stadt Helmbrechts im Landkreis Hof (Oberfranken, Bayern). Bischofsmühle liegt in der Gemarkung Enchenreuth.

## Geographische Lage
Die Einöde besteht aus einem Gasthaus mit Nebengebäuden und befindet sich im Naturpark Frankenwald. Sie liegt 2,2 km nordnordöstlich von Enchenreuth, 2,2 km nordwestlich von Lehsten und im Mittel 1,2 km nordöstlich von Unter- und Oberbrumberg, vier Gemeindeteilen von Helmbrechts, sowie 0,9 km südwestlich von Rodeck und 2,1 km südöstlich von Schwarzenstein, zwei Gemeindeteilen von Schwarzenbach am Wald; benachbart ist der Landkreis Kulmbach mit dem Gemeindegebiet von Presseck, das etwa 80 m westlich endet. Die Einöde befindet sich im Tal der Wilden Rodach auf etwa 542 m ü. NHN.
Zu erreichen ist sie auf einem Fahrweg, der zwischen Schwarzenstein und der Rauschenhammermühle von der Staatsstraße 2211 abzweigt, oder in entgegengesetzter Richtung auf demselben Fahrweg von der Staatsstraße 2194 bei Pillmersreuth abzweigend; der Fahrweg führt knapp 150 m südlich der Einöde neben einem auf 545 m ü. NHN Höhe gelegenen Fahrwegabzweig über eine Bachbrücke. Hindurch führen Wander- und Forstwege, unter anderem der Frankenweg. Oberhalb eines Floßteichs  nördlich der Einöde befindet sich in Richtung Rodeck der Burgstall Radeck.

## Geschichte
In einer Urkunde von 1551 erlaubte Kaiser Karl V. den Rodeckern, eine Schneid- und Mahlmühle samt Ölpresse zu errichten; ihr erster Besitzer war der namensgebende Lorentz Bischof. Beim Bau der Mühle waren noch Überreste eines Vorgängerbaus vorhanden. Im Dreißigjährigen Krieg waren Schäden und Verluste am Besitz zu verzeichnen. Von 1789 bis 1927 gehörte die Mühle der Familie Hartenstein. Gegen Ende des 18. Jahrhunderts bestand Bischofsmühle aus 3 Anwesen (1 Mahl- und Schneidmühle, 2 Söldengütlein). Die Hochgerichtsbarkeit stand dem bambergischen Amt Enchenreuth zu. Das bambergische Kastenamt Stadtsteinach war Grundherr sämtlicher Anwesen.
1802 kam Bischofsmühle an das Herzogtum Bayern. Infolge des Ersten Gemeindeedikts wurde Bischofsmühle dem 1808 gebildeten Steuerdistrikt Enchenreuth und der zugleich entstandenen Ruralgemeinde Enchenreuth zugewiesen. Im Zuge der Gebietsreform in Bayern wurde Bischofsmühle am 1. Januar 1977 nach Helmbrechts eingemeindet.

### Einwohnerentwicklung
| Jahr      | 1818  | 1861   | 1871   | 1885   | 1900   | 1925   | 1950   | 1961   | 1970   | 1987  |
| Einwohner |       | 12     | 20     | 11     | 15     | 20     | 10     | 5      | 8      | 5     |
| Häuser    | 1     |        |        | 1      | 3      | 1      | 1      | 2      |        | 1     |
| Quelle    | [ 7 ] | [ 10 ] | [ 11 ] | [ 12 ] | [ 13 ] | [ 14 ] | [ 15 ] | [ 16 ] | [ 17 ] | [ 1 ] |

## Religion
Bischofsmühle ist römisch-katholisch geprägt und bis heute nach St. Jakobus der Ältere (Enchenreuth) gepfarrt.